# Wanning
Wanning is een stadsarrondissement in het zuidoosten van de zuidelijke provincie Hainan, Volksrepubliek China.